# Стретень
Стретень, Стретені (рум. Străteni) — село у повіті Ботошані в Румунії. Входить до складу комуни Лозна.
Село розташоване на відстані 389 км на північ від Бухареста, 34 км на північний захід від Ботошань, 130 км на північний захід від Ясс.

## Населення
За даними перепису населення 2002 року у селі проживали 1025 осіб, усі — румуни. Усі жителі села рідною мовою назвали румунську.